# Fossa Guazzona
Fossa Guazzona è una frazione del comune cremonese di Torre de' Picenardi.

## Storia
La località era un piccolo villaggio agricolo di antica origine del Contado di Cremona con 92 abitanti a metà Settecento.
In età napoleonica, dal 1810 al 1816, Fossa Guazzona fu frazione di San Lorenzo de' Picenardi, recuperando l'autonomia con la costituzione del Regno Lombardo-Veneto.
All'unità d'Italia nel 1861, il comune contava 171 abitanti.
Fu comune autonomo fino al 1º gennaio 1868, data in cui fu aggregato al comune di Cà d'Andrea, a sua volta aggregato a Torre de' Picenardi nel 2019.